# العلاقات الكويتية اللوكسمبورغية
العلاقات الكويتية اللوكسمبورغية هي العلاقات الثنائية التي تجمع بين الكويت ولوكسمبورغ.

## مقارنة بين البلدين
هذه مقارنة عامة ومرجعية للدولتين:
| وجه المقارنة                                              | الكويت        | لوكسمبورغ                                                     |
| --------------------------------------------------------- | ------------- | ------------------------------------------------------------- |
| المساحة (كم2)                                             | 17.82 ألف     | 2.59 ألف                                                      |
| عدد السكان (نسمة)                                         | 4.14 مليون    | 599.45 ألف                                                    |
| الكثافة السكانية (ن./كم²)                                 | 232.32        | 231.45                                                        |
| العاصمة                                                   | مدينة الكويت  | لوكسمبورغ                                                     |
| اللغة الرسمية                                             | اللغة العربية | اللغة اللوكسمبورغية، لغة فرنسية، اللغة الألمانية              |
| العملة                                                    | دينار كويتي   | يورو، فرنك لوكسمبورغ                                          |
| الناتج المحلي الإجمالي (بليون دولار)                      | 120.13 مليار  | 62.40 مليار                                                   |
| الناتج المحلي الإجمالي (تعادل القوة الشرائية) بليون دولار | 290.53 مليار  | 58.13 مليار                                                   |
| الناتج المحلي الإجمالي الاسمي للفرد دولار أمريكي          | 29.30 ألف     | 101.45 ألف                                                    |
| الناتج المحلي الإجمالي للفرد دولار أمريكي                 | 73.25 ألف     | 101.93 ألف                                                    |
| مؤشر التنمية البشرية                                      | 0.816         | 0.892                                                         |
| رمز المكالمات الدولي                                      | +965          | +352                                                          |
| رمز الإنترنت                                              | .kw           | .lu                                                           |
| المنطقة الزمنية                                           | ت ع م+03:00   | توقيت وسط أوروبا، ت ع م+01:00، ت ع م+02:00، أوروبا/لوكسمبورج ‏ |

## منظمات دولية مشتركة
يشترك البلدان في عضوية مجموعة من المنظمات الدولية، منها:
| علم المنظمة | اسم المنظمة                               | تاريخ انضمام الكويت | تاريخ انضمام لوكسمبورغ |
| ----------- | ----------------------------------------- | ------------------- | ---------------------- |
|             | الاتحاد البريدي العالمي                   | ?                   | ?                      |
|             | يونسكو                                    | 18 نوفمبر 1960      | 27 أكتوبر 1947         |
|             | البنك الدولي للإنشاء والتعمير             | 13 سبتمبر 1962      | 27 ديسمبر 1945         |
|             | منظمة التجارة العالمية                    | ?                   | ?                      |
|             | وكالة ضمان الاستثمار متعدد الأطراف        | 12 أبريل 1988       | 29 أغسطس 1991          |
|             | البنك الإفريقي للتنمية                    | ?                   | ?                      |
|             | الاتحاد الدولي للاتصالات                  | 14 أغسطس 1959       | 2 مارس 1866            |
|             | منظمة الشرطة الجنائية الدولية             | ?                   | ?                      |
|             | مؤسسة التمويل الدولية                     | 13 سبتمبر 1962      | 4 أكتوبر 1956          |
|             | الأمم المتحدة                             | 14 مايو 1963        | 24 أكتوبر 1945         |
|             | مؤسسة التنمية الدولية                     | 13 سبتمبر 1962      | 4 يونيو 1964           |
|             | منظمة حظر الأسلحة الكيميائية              | ?                   | ?                      |
|             | المركز الدولي لتسوية المنازعات الاستشارية | 4 مارس 1979         | 29 أغسطس 1970          |

## وصلات خارجية
- موقع وزارة الخارجية الكويتية
- موقع وزارة الخارجية اللوكسمبورغية